# Julien Piguet

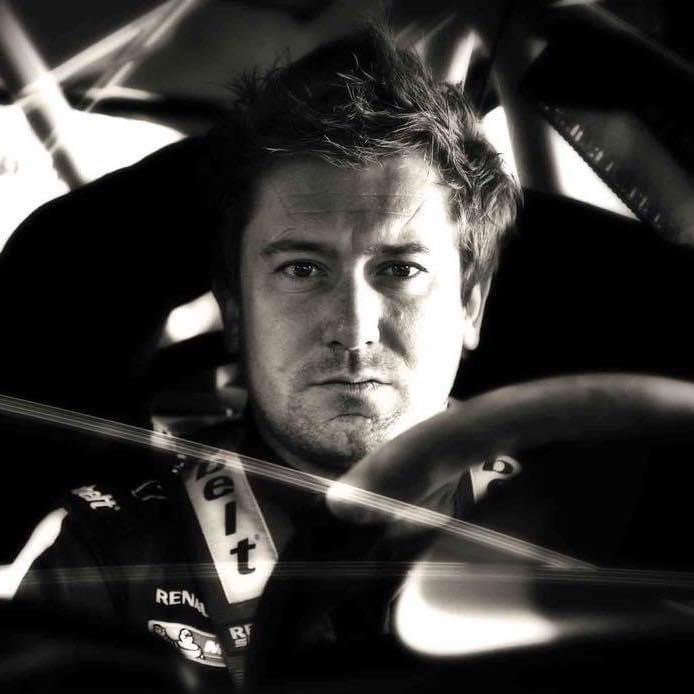
Julien Piguet 2021

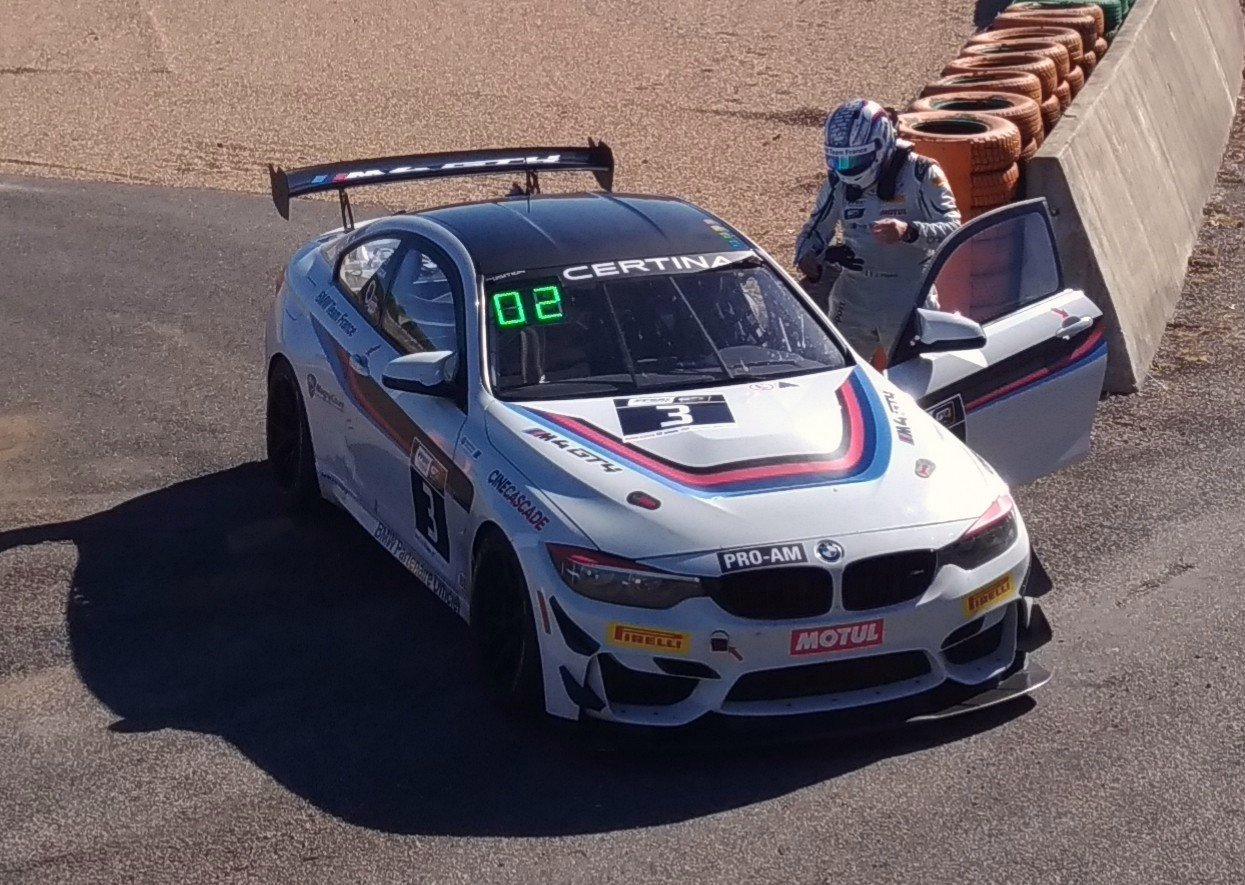
Julien Piguet neben seinem BMW MT GT4, nachdem ihm beim FFSA-GT-Meisterschaftslauf in Magny Cours 2018 in der letzten Runde das Benzin ausging

Julien Piguet (* 22. Januar 1983 in Paris) ist ein französischer Autorennfahrer, Unternehmer und Stuntman.

## Karriere als Rennfahrer
Julien Piguet begann 1999 mit dem Motorsport und war ein erfolgreicher französischer Nachwuchspilot im Monopostosport. Er wurde 2000 Dritter in der B-Klasse der französischen Formel-3-Meisterschaft und 2001 Zweiter in der Winterserie der Formel Renault. Dabei ließ er spätere Weltklasserennfahrer wie Lewis Hamilton und Jamie Green hinter sich.
Nachdem ihm der Aufstieg in die nächsten Monoposto-Rennformeln nicht gelungen war, fuhr er ab Mitte der 2000er-Jahre in der französischen Tourenwagen-Meisterschaft und verschiedenen Markenpokaln. In den 2010er-Jahren kamen unter anderem Einsätze in der 24H Series und GT4-Serien hinzu. Dreimal in Folge – 2017, 2018 und 2019 – gewann er die FFSA-GT-Meisterschaft, eine französische GT- und Tourenwagenserie.

## Unternehmer
2007 gründete er Driving Evolution, ein Unternehmen, das Fahrzeugtests für Hersteller durchführt. Außerdem organisiert die Agentur die Renault Sport Passion Days.

## Stuntman
Julien Piguet, der beim 24-Stunden-Rennen von Le Mans und dem Großen Preis von Frankreich für die Veranstalter Show- und Zuschauerfahrten durchführte, war viele Jahre als Stuntfahrer bei Filmproduktionen tätig. Unter anderem bei Willkommen bei den Sch’tis, Public Enemy No. 1 – Mordinstinkt, Ziemlich beste Freunde und Grace of Monaco.

## Statistik

### Le-Mans-Ergebnisse
| Jahr | Team           | Fahrzeug            | Teamkollege          | Teamkollege        | Platzierung | Ausfallgrund |
| ---- | -------------- | ------------------- | -------------------- | ------------------ | ----------- | ------------ |
| 2020 | Team Project 1 | Porsche 911 RSR     | Philippe Haezebrouck | Andreas Laskaratos | Rang 43     |              |
| 2023 | AF Corse       | Ferrari 488 GTE Evo | Simon Mann           | Ulysse de Pauw     | Ausfall     | Unfall       |

### Einzelergebnisse in der FIA-Langstrecken-Weltmeisterschaft
| Saison  | Team           | Rennwagen       | 1   | 2   | 3   | 4   | 5   | 6   | 7   | 8   |
| ------- | -------------- | --------------- | --- | --- | --- | --- | --- | --- | --- | --- |
| 2019/20 | Team Project 1 | Porsche 911 RSR | SIL | FUJ | SHA | BAH | AUS | SPA | LEM | BAH |
| 2019/20 | Team Project 1 | Porsche 911 RSR |     |     |     | 43  |     |     |     |     |
| 2023    | AF Corse       | Ferrari 488 GTE | SEB | POR | SPA | LEM | MON | FUJ | BAH |     |
| 2023    | AF Corse       | Ferrari 488 GTE |     |     |     | DNF | 30  |     |     |     |